# (9014) Svyatorichter
(9014) Svyatorichter – planetoida z pasa głównego asteroid okrążająca Słońce w ciągu 3,53 lat w średniej odległości 2,32 au. Odkryta ją Ludmiła Żurawlowa 22 października 1985 roku w Krymskim Obserwatorium Astrofizycznym. Nazwa planetoidy pochodzi od Swiatosława Richtera (1915–1997) – słynnego rosyjskiego pianisty.